# Толстиков Олег Вікторович
Олег Вікторович Толстиков (27 грудня 1905, місто Бельов Тульської губернії, тепер Тульської області, Російська Федерація — 23 вересня 1971, місто Москва, тепер Російська Федерація) — радянський військовий діяч, генерал-полковник авіації (18.02.1958). Депутат Верховної Ради СРСР 4-го скликання. 

## Біографія
Народився в родині службовця. До 1916 року навчався в міському училищі Бельова, з 1916 по 1921 рік — учень підготовчого класу Бельовського реального училища, учень школи імені Чернишевського в Бельові.
З червня 1921 по листопад 1923 року — червоноармієць 460-го окремого батальйону військ Всеросійської надзвичайної комісії в місті Бельові, червоноармієць 574-го стрілецького полку військ внутрішньої служби Московського військового округу. З листопада 1923 по лютий 1924 року — червоноармієць та переписувач 250-го стрілецького полку 84-ї стрілецької дивізії.
У лютому 1924 — грудні 1925 року — старший переписувач 1-ї вищої авіаційної школи червоних військових льотчиків у Москві та старший діловод 3-ї військової школи льотчиків. У 1925 році вступив до комсомолу.
З січня 1926 по січень 1928 року — ад'ютант 3-го окремого авіаційного загону Військово-повітряних сил (ВПС) Московського військового округу в місті Іваново-Вознесенську. З січня по вересень 1928 року — ад'ютант 28-го авіапарку ВПС Московського військового округу в Іваново-Вознесенську.
З вересня 1928 по 1929 рік навчався в 3-й військовій школі льотчиків та льотспостерігачів імені Ворошилова в місті Оренбурзі.
З 1929 по листопад 1931 року — молодший, потім старший льотчик-спостерігач 57-ї авіаційної ескадрильї 3-ї авіаційної бригади ВПС Ленінградського військового округу.
З грудня 1931 по квітень 1932 року проходив підготовку на курсах інструкторів із озброєння в 3-й військовій школі льотчиків та льотспостерігачів імені Ворошилова Приволзького військового округу в Оренбурзі.
У квітні — липні 1932 року — начальник хімічної служби та озброєння 92-го авіаційного загону 3-ї авіаційної бригади ВПС Ленінградського військового округу.
У липні 1932 — грудні 1933 року — слухач 2-ї військової школи льотчиків ім. ТСОАВІАХІМу в місті Борисоглібську.
У грудні 1933 — січні 1934 року — командир авіаційного загону 12-ї окремої армійської розвідувальної ескадрильї в місті Липецьку. У січні 1934 — червні 1938 року — командир авіаційного загону 12-ї окремої армійської розвідувальної ескадрильї ВПС Приморської групи військ Особливої Червонопрапорної Далекосхідної армії.
З червня по вересень 1938 року — командир ескадрильї 8-го штурмового авіаційного полку 53-ї авіаційної бригади ВПС 1-ї Окремої Червонопрапорної Далекосхідної армії.
З вересня 1938 року — командир 8-го штурмового авіаційного полку 53-ї авіаційної бригади ВПС 1-ї Окремої Червонопрапорної Далекосхідної армії. З лютого 1939 по серпень 1940 року виконував обов'язки помічника командира 53-ї авіаційної бригади ВПС 1-ї Окремої Червонопрапорної Далекосхідної армії.
У серпні 1940 — серпні 1941 року — помічник (заступник) командира 47-ї змішаної авіаційної дивізії ВПС Орловського військового округу.
Член ВКП(б) з 1940 року.
З кінця серпня по жовтень 1941 року — в.о. командира 47-ї авіаційної дивізії на Західному фронті.
24 листопада 1941 — січень 1942 року — т.в.о. командувача ВПС 59-ї резервної армії. З січня по травень 1942 року — командир 1-ї авіаційної бригади резерву Ставки Верховного головнокомандувача.
У травні 1942 — лютому 1943 року — командир 233-ї штурмової авіаційної дивізії 1-ї повітряної армії Західного фронту.
У лютому 1943 — вересні 1944 року — командир 9-го змішаного авіаційного корпусу 17-ї повітряної армії Південно-Західного (з 20 жовтня 1943 року — 3-го Українського) фронту.
28 вересня 1944 — січень 1946 року — командир 10-го штурмового авіаційного корпусу 17-ї повітряної армії 3-го Українського фронту (Південної групи військ).
З січня по квітень 1946 року — заступник командувача 2-ї повітряної армії Центральної групи військ (місто Відень, Австрія).
У квітні 1946 — липні 1948 року — начальник Управління бойової підготовки штурмової авіації ВПС.
У липні 1948—1949 роках — начальник Державного Червонопрапорного науково-дослідного інституту Військово-повітряних сил.
З січня 1950 по грудень 1951 року — слухач авіаційного факультету Вищої військової академії імені Ворошилова.
У грудні 1951 — лютому 1954 року — начальник штабу — 1-й заступник командувача військ Бакинського району ППО.
13 лютого — 21 червня 1954 року — командувач військ Бакинського району ППО.
У червні 1954 — червні 1955 року — 1-й заступник командувача військ Бакинського району ППО.
29 червня 1955 — 20 липня 1959 року — 1-й заступник міністра внутрішніх справ СРСР по місцевій протиповітряній обороні.
У квітні 1960 року знову зарахований до кадрів Радянської армії.
У червні 1960 — 1965 року — начальник штабу Цивільної оборони СРСР. З 1965 по січень 1970 року — 1-й заступник начальника Цивільної оборони СРСР.
З 16 січня 1970 року — у відставці. Проживав у Москві.
Помер 23 вересня 1971 року. Похований на Новодівочому цвинтарі Москви.

## Звання
- генерал-майор авіації (17.03.1943)
- генерал-лейтенант авіації (2.08.1944)
- генерал-полковник авіації (18.02.1958)

## Нагороди
- два ордени Леніна (13.04.1945, 30.04.1947)
- п'ять орденів Червоного Прапора (3.11.1941, 1944, 3.11.1944, 19.11.1951, 22.02.1968)
- орден Суворова І ст. (28.04.1945)
- орден Богдана Хмельницького І ст. (13.09.1944)
- орден Суворова ІІ ст. (17.09.1943)
- орден Кутузова ІІ ст. (19.03.1944)
- орден Червоної Зірки (1965)
- медаль «За оборону Москви» (1944)
- медаль «За визволення Белграда» (1945)
- медаль «За взяття Будапешта» (1945)
- медаль «За взяття Відня» (1945)
- медаль «За перемогу над Німеччиною у Великій Вітчизняній війні 1941—1945 рр.» (1945)
- медаль «За победу» (Болгарія)
- медалі